# Didymostilbe aurantiospora
Didymostilbe aurantiospora är en svampart som beskrevs av Seifert & G. Okada 1985. Didymostilbe aurantiospora ingår i släktet Didymostilbe och familjen Bionectriaceae.   Inga underarter finns listade i Catalogue of Life.